# Parti progressiste-conservateur de la Saskatchewan
Le Parti progressiste-conservateur de la Saskatchewan est un parti politique de centre-droite dans la province canadienne de la Saskatchewan. Fondé par Frederick W. A. G. Haultain en 1905 sous le nom de Provincial Rights Party (Parti des droits provinciaux) qui en devient le chef, il est renommé Parti conservateur de la Saskatchewan après la retraite de ce dernier en 1912. En 1942, il prend son nom actuel. Ses membres se font communément appeler les tories.
La meilleure performance du Parti conservateur dans la première moitié du XXe siècle est lors de l'élection de 1929, remportant 36 % des suffrages et 24 des 63 sièges à l'Assemblée législative de la Saskatchewan. Bien qu'ils détiennent moins de sièges que les libéraux, les conservateurs réussissent à former un gouvernement de coalition avec le Parti progressiste et des députés indépendants. Le chef conservateur James T.M. Anderson devient premier ministre.
Les tories sont soupçonnés d'être de mèche avec le Ku Klux Klan, qui était une force puissante dans la province à l'époque et pestait contre les catholiques et les Canadiens français. Le gouvernement Anderson introduit des amendements à la Loi sur les écoles, interdisant le français comme langue d'enseignement ainsi que les symboles religieux dans les écoles catholiques.
Le « gouvernement coopératif », comme on l'appelait, est défait aux élections de 1934, et le Parti conservateur perd tous ses sièges à législature. Cette défaite peut être attribuée à plusieurs facteurs :
- la controverse entourant la Loi sur les écoles ;
- l'incapacité du gouvernement de traiter avec le Dust Bowl, qui a anéanti l'économie agricole de la province durant la Grande Dépression ; et
- l'impopularité du gouvernement conservateur fédéral de R.B. Bennett.

Avec la montée de la Co-operative Commonwealth Federation, la politique de la province se polarise entre les libéraux et la CCF. La CCF devient le Nouveau Parti démocratique en 1961. Les conservateurs sont exclus de la législature provinciale pendant des décennies.
Aucun député conservateur n'est élu à l'Assemblée législative pendant trente ans, quand le parti remporte un seul siège à l'élection de 1964. Il perd ce pied-à-terre trois ans plus tard, dans l'élection de 1967.
Les tories reviennent à la législature en 1975. Les progressistes-conservateurs remportent 7 sièges, contre 15 pour les libéraux et 39 pour le NPD. Dans l'élection de 1978, les libéraux sont balayés de la carte, et les tories deviennent l'Opposition officielle avec 17 sièges face aux 44 du NPD.
Dans l'élection de 1982, les progressistes-conservateurs sous Grant Devine forment un gouvernement majoritaire pour la première fois. Ils sont réélus en 1986, mais défaits en 1991 à cause de l'échec de leurs politiques économiques, de larges déficits budgétaires et un scandale de corruption croissant.
Dans les années suivant leur défaite, 14 députés conservateurs à la législature et deux employés du caucus sont déclarés coupables de fraude et abus de confiance pour avoir illégalement détourné des centaines de milliers de dollars de fonds gouvernementaux. Le parti est anéanti par ce scandale, remportant seulement 5 sièges dans l'élection de 1995, derrière les néo-démocrates et les libéraux.
Bien que la plupart des anciens membres et partisans se joignent au Parti saskatchewanais en 1997, on croit que les tories détiennent toujours une somme d'argent considérable, que le parti devrait rendre au gouvernement provincial si jamais il n'était plus enregistré. Parce que le parti doit présenter au moins 10 candidats dans chaque élection provinciale pour demeurer enregistré, un groupe sélectif garde le parti techniquement en vie et ont présenté des candidats-papier dans les deux dernières élections provinciales pour s'assurer de garder leur statut de parti enregistré. 
Dans l'élection du 16 septembre 1999, le parti présente 14 candidats, qui remportent à eux tous 1609 voix, 0,4 % du total provincial. Dans l'élection provinciale du 5 novembre 2003, le parti met en nomination 11 candidats, récoltant un total de 665 votes, ou 0,16 % du total provincial.
En juin 2005, le parti annonce qu'il accepte maintenant des adhésions de nouveaux membres, et qu'il convoquerait une réunion des membres pour décider de l'avenir du parti. Si le parti demeure en veille, des modifications aux lois provinciales ont été proposées à la législature qui réduiraient le nombre de candidats que le parti doit présenter aux élections de 10 à 2.

## Chefs du parti
- Frederick W. A. G. Haultain (1905 à 1912)
- Wellington Bartley Willoughby (1912 à 1919)
- Donald McLean (1919 à 1921)
- James T.M. Anderson (1924 au 28 octobre 1936)
- John Diefenbaker (28 octobre 1936 à 1940)
- H.E. Keown (1940 à 1944)
- Rupert Ramsay (1944 au 12 octobre 1949)
- Alvin Hamilton (12 octobre 1949 à 1957)
- Martin Pederson (28 octobre 1958 à 1968)
- Ed Nasserden (28 février 1970 au 18 mars 1973)
- Dick Collver (18 mars 1973 au 9 novembre 1979)
- Grant Devine (9 novembre 1979 au 8 octobre, 1992)
- Richard Swenson (8 octobre 1992 au 21 novembre 1994) (intérimaire)
- Bill Boyd (21 novembre 1994 au 8 août 1997)
- Iris Dennis (1997 à 2006) (intérimaire)
- Richard Swenson (31 mai 2006 au 3 novembre 2018)
- Ken Grey (3 novembre 2018 au 18 janvier 2021)
- Vacant (2021-2022)
- Rose Buscholl (Depuis le 16 novembre 2022)

## Résultats électoraux

### Élections provinciales
| Élection | Chef                          | Votes   | %     | Sièges  | +/–  | Rang | Gouvernement        |
| -------- | ----------------------------- | ------- | ----- | ------- | ---- | ---- | ------------------- |
| 1905     | Frederick Haultain            | 16 184  | 47,47 | 9 / 25  |      | 2e   | Opposition          |
| 1908     | Frederick Haultain            | 28 099  | 47,88 | 14 / 41 | 5    | 2e   | Opposition          |
| 1912     | Wellington Bartley Willoughby | 36 848  | 41,98 | 7 / 53  | 7    | 2e   | Opposition          |
| 1917     | Wellington Bartley Willoughby | 68 243  | 36,30 | 7 / 59  | Égal | 2e   | Opposition          |
| 1921     | Donald McLean                 | 7 133   | 3,94  | 2 / 63  | 5    | 4e   | Opposition          |
| 1925     | James Thomas Milton Anderson  | 45 515  | 18,35 | 3 / 63  | 1    | 3e   | Opposition          |
| 1929     | James Thomas Milton Anderson  | 131 550 | 36,44 | 24 / 63 | 21   | 2e   | Anderson            |
| 1934     | James Thomas Milton Anderson  | 114 923 | 26,75 | 0 / 55  | 24   | 3e   | Extra-parlementaire |
| 1938     | John Diefenbaker              | 52 315  | 11,87 | 0 / 52  | Égal | 5e   | Extra-parlementaire |
| 1944     | Rupert Ramsay                 | 42 511  | 10,69 | 0 / 52  | Égal | 3e   | Extra-parlementaire |
| 1948     | Rupert Ramsay                 | 37 986  | 7,63  | 0 / 52  | Égal | 6e   | Extra-parlementaire |
| 1952     | Alvin Hamilton                | 10 648  | 1,97  | 0 / 53  | Égal | 4e   | Extra-parlementaire |
| 1956     | Alvin Hamilton                | 10 921  | 1,98  | 0 / 53  | Égal | 4e   | Extra-parlementaire |
| 1960     | Martin Pederson               | 94 737  | 13,95 | 0 / 54  | Égal | 3e   | Extra-parlementaire |
| 1964     | Martin Pederson               | 126 028 | 18,90 | 1 / 58  | 1    | 3e   | Opposition          |
| 1967     | Martin Pederson               | 41 583  | 9,78  | 0 / 59  | 1    | 3e   | Extra-parlementaire |
| 1971     | Ed Nasserden                  | 9 659   | 2,13  | 0 / 60  | Égal | 3e   | Extra-parlementaire |
| 1975     | Dick Collver                  | 124 573 | 27,62 | 7 / 61  | 7    | 3e   | Opposition          |
| 1978     | Dick Collver                  | 181 045 | 38,08 | 17 / 61 | 10   | 2e   | Opposition          |
| 1982     | Grant Devine                  | 289 311 | 54,07 | 55 / 64 | 38   | 1er  | Devine              |
| 1986     | Grant Devine                  | 244 382 | 44,61 | 38 / 64 | 17   | 1er  | Devine              |
| 1991     | Grant Devine                  | 137 994 | 25,54 | 10 / 66 | 28   | 2e   | Opposition          |
| 1995     | Bill Boyd                     | 73 269  | 17,92 | 5 / 58  | 5    | 3e   | Opposition          |
| 1999     | Iris Dennis                   | 1 609   | 0,40  | 0 / 57  | 5    | 5e   | Extra-parlementaire |
| 2003     | Iris Dennis                   | 681     | 0,16  | 0 / 58  | Égal | 7e   | Extra-parlementaire |
| 2007     | Richard Swenson               | 832     | 0,18  | 0 / 58  | Égal | 5e   | Extra-parlementaire |
| 2011     | Richard Swenson               | 1 315   | 0,33  | 0 / 58  | Égal | 5e   | Extra-parlementaire |
| 2016     | Richard Swenson               | 5 571   | 1,28  | 0 / 61  | Égal | 5e   | Extra-parlementaire |
| 2020     | Ken Grey                      | 8 404   | 1,90  | 0 / 61  | Égal | 5e   | Extra-parlementaire |
| 2024     | Rose Marie Buscholl           | 4 397   | 0,94  | 0 / 61  | Égal | 5e   | Extra-parlementaire |